# Peperomia polycephala
Peperomia polycephala är en pepparväxtart som beskrevs av William Trelease. Peperomia polycephala ingår i släktet peperomior, och familjen pepparväxter. Inga underarter finns listade i Catalogue of Life.